# Юхимовцы
Юхимовцы (укр. Юхимівці) — село в Хмельницком районе Хмельницкой области Украины.
Население по переписи 2021 года составляло 877 человека. Почтовый индекс — 31261. Телефонный код — 3845. Занимает площадь 1,5 км². Код КОАТУУ — 6820955701.

## Местная власть
31260, Хмельницкая обл., Хмельницкий р-н, пгт Наркевичи, ул. Независимости, 2